# Winfall
Winfall és una població dels Estats Units a l'estat de Carolina del Nord. Segons el cens del 2008 tenia 589 habitants.

## Demografia
Segons el cens del 2000, Winfall tenia 554 habitants, 234 habitatges i 153 famílies. La densitat de població era de 100 habitants per km².
Dels 234 habitatges en un 25,6% hi vivien nens de menys de 18 anys, en un 50% hi vivien parelles casades, en un 11,1% dones solteres, i en un 34,2% no eren unitats familiars. En el 30,3% dels habitatges hi vivien persones soles el 17,1% de les quals corresponia a persones de 65 anys o més que vivien soles. El nombre mitjà de persones vivint en cada habitatge era de 2,37 i el nombre mitjà de persones que vivien en cada família era de 2,94.
Per edats la població es repartia de la següent manera: un 22,9% tenia menys de 18 anys, un 7% entre 18 i 24, un 24,7% entre 25 i 44, un 22,9% de 45 a 60 i un 22,4% 65 anys o més.
L'edat mediana era de 42 anys. Per cada 100 dones de 18 o més anys hi havia 88,1 homes.
La renda mediana per habitatge era de 27.386 $ i la renda mediana per família de 30.417 $. Els homes tenien una renda mediana de 27.083 $ mentre que les dones 17.875 $. La renda per capita de la població era de 13.587 $. Entorn del 12,6% de les famílies i el 17,8% de la població estaven per davall del llindar de pobresa.

## Poblacions més properes
El següent diagrama mostra les poblacions més properes.